# マンフレッド・マイヤーホーファー
マンフレッド・マイヤーホーファー（Manfred Mayrhofer, 1944年 - ）は、オーストリアの指揮者。

## 略歴
1944年、オーストリアのレンバッハ生まれ。リンツのブルックナー音楽大学でピアノ、ヴァイオリン、音楽理論を学び、ウィーンでハンス・スワロフスキーに指揮法を学ぶ。1970年代はシュトゥットガルトやハイデルベルクなどで合唱指揮者やカペルマイスターとして活躍し実績を積む。所謂「叩き上げ」の経歴をもつ。
1985-92年、リンツ州立歌劇場オペラ監督、リンツ・ブルックナー管弦楽団首席指揮者を務める。
1992年から1996までウィーン・フォルクスオーパーで客員指揮者を務め、ヨハン・シュトラウスやモーツァルト、ヤナーチェクの作品などを指揮。1996年から2000年まではケルン歌劇場で客員指揮者を務め、コルンゴルトの「死の都」などを指揮。
ベルリン・ドイツ・オペラ、ドレスデン国立歌劇場、ハンブルク国立歌劇場、シュトゥットガルト歌劇場、コペンハーゲン王立歌劇場などで、リヒャルト・シュトラウスやワーグナーの作品を指揮している。

## 人物
録音が少なく、日本では無名だが、ウルフ・シルマーやペーター・シュナイダーなどと並ぶ敏腕のカペルマイスターである。「ばらの騎士」や「ニーベルングの指環」などの大作も、難なく振ることができる。2010年よりメルビッシュ湖上音楽祭の音楽監督に就任し、「こうもり」や「ジプシー男爵」などがDVDリリースされている。
2011年4月、日本の新国立劇場で「ばらの騎士」を指揮。（東日本大震災による原発事故の影響を懸念して、来日を断念したクリスティアン・アルミンクの代役。）聴衆・批評家から絶賛を博した。尾高忠明芸術監督はシーズンを振り返って、「…感動的な公演となった。あの公演に携わった総ての方々の（何か神に打たれたかの様な）素晴らしさ、それを見守り、大いに盛り上げて下さった聴衆の皆様に、心から感謝した。同時に『日本は大丈夫だ！』とも思った。」と述べている。

## 主なポスト
- 1985年 - 1992年　リンツ州立歌劇場音楽監督、リンツ・ブルックナー管弦楽団首席指揮者